# Kościół św. Marcina w Osmolinie
Kościół świętego Marcina – rzymskokatolicki kościół parafialny zlokalizowany w Osmolinie (powiat gostyniński, województwo mazowieckie), należący do dekanatu Sanniki diecezji łowickiej.
Jest to murowana, orientowana świątynia, wzniesiona w latach 1789-1790 według projektu Hilarego Szpilowskiego. Prace budowlane zostały zakończone w 1791 roku o czym informuje data na elewacji kościoła. Boczna kaplica została dobudowana w 1930 roku według projektu nieznanego architekta. Świątynia reprezentuje styl klasycystyczny. We wnętrzu kościoła znajdują się cztery loże, dwie przy chórze wielkim (prezbiterium) i dwie przy chórze muzycznym (użyte do dekoracji prospektu organowego). Wnętrze nakrywa drewniane sklepienie. Świątynia ma trzy ołtarze; główny ozdobiony obrazem Matki Bożej Częstochowskiej (namalowanym przez Jana Molgę w 1982 roku) – na zasuwie znajduje się obraz św. Marcina, ołtarz boczny ozdobiony obrazem św. Józefa i drugi boczny ozdobiony obrazem "Jezu ufam Tobie" (namalowanym w 1986 roku).